# Gare d'Herbesthal
La gare d'Herbesthal (en allemand : bahnhof Herbesthal) est une gare ferroviaire belge désaffectée de la ligne 37, de Liège-Guillemins à Hergenrath (frontière), située à Herbesthal, section de la commune de Lontzen en Région wallonne, dans la province de Liège.
Mise en service le 15 octobre 1843 par la Compagnie des chemins de fer rhénans, elle était initialement la gare frontalière avec la Prusse puis l'Allemagne sur l'axe ferroviaire reliant Anvers et Liège à Cologne. Elle a cependant perdu son statut de frontière le 10 janvier 1920, à la suite de l'octroi des cantons de l'Est à la Belgique par le traité de Versailles plaçant désormais la gare d'Herbesthal en Belgique, à plus de 10 km de la frontière allemande. Elle ferme officiellement le 8 aout 1965 et le bâtiment, laissé à l'abandon, a été démoli en 1983.

## Situation ferroviaire
Établie à 254 mètres d'altitude, la gare d'Herbesthal était située au point kilométrique (PK) 39,5 de la ligne 37, de Liège-Guillemins à Hergenrath (frontière) entre les gares ouvertes de Welkenraedt et d'Astenet. Gare de bifurcation, elle constitue le PK 1,9 (originellement le PK 0,0) de la ligne 49 vers Eupen et Raeren.

## Histoire

### Origines
La Belgique développe un important réseau ferroviaire inauguré entre 1835 et 1843. Peu de temps après l'accession à l'indépendance, des plans sont élaborés pour un chemin de fer d'Anvers au Rhin (à Cologne) rétablissant ainsi une voie de communication que le conflit avec les Pays-Bas avait rompu, afin que l'industrie belge puisse disposer d'une liaison de transport jusqu'à la région de la Ruhr en pleine industrialisation dans l'ouest de la Prusse sans faire face aux péages élevés mis en place par les Pays-Bas. Ce projet évolue rapidement pour mieux desservir les villes entre Anvers et la frontière allemande et inclure d'autres lignes principales. La loi du 1er mai 1834 entérine la création d'un réseau national lequel sera construit et exploité par l’État belge. Du côté prussien, les industriels David Hansemann et Gottfried Ludolf Camphausen s'emparèrent avec enthousiasme de l'idée et amenèrent des capitaux en vue du prolongement de la ligne. La Compagnie des chemins de fer de la Rhénanie (Rheinische Eisenbahn-Gesellschaft) obtient en 1837 l'accord du roi pour la construction d'une liaison ferroviaire de Cologne à Aix-la-Chapelle aboutissant en Belgique.
Herbesthal, alors un modeste village d'environ 300 habitants, n'était pas le choix initial mais le projet de faire transiter les trains par Eupen, une ville frontalière plus importante, a dû être rejeté pour des raisons topographiques. En compensation, la compagnie s'engageait à réaliser ultérieurement un embranchement jusqu'à Eupen. Au lieu de construire deux gares de part et d'autre de la frontière, la Compagnie des chemins de fer rhénans a convenu avec l’État belge de construire une installation frontalière commune à Herbesthal où les formalités douanières pourraient être effectuées par des fonctionnaires des deux pays. La frontière est matérialisée par le pont de la rue Mitoyenne au-dessus des voies de chemin de fer.
La ligne de Cologne à Aix-la-Chapelle fut inaugurée dès 1841, mais la construction progressa plus lentement à travers les collines à l'ouest d'Aix-la-Chapelle. L'administration des chemins de fer de l’État belge rencontre les mêmes difficultés pour la section d'Ans à Liège (le plan incliné de la côte d'Ans) et celle de Liège à Verviers et Welkenraedt qui, sur une longueur de 34 km comporte 3,8 km de tunnels, plusieurs ponts et viaducs ainsi que des terrassements plus importants que les autres lignes. Le 15 octobre 1843, la ligne fut ouverte d'Aix-la-Chapelle à Herbesthal, et deux jours plus tard d'Herbeshal à Verviers laquelle était déjà reliée à Liège depuis le mois de juillet. La ligne d'Aix-la-Chapelle à Liège fut formellement mise en service sur toute sa longueur le 24 octobre 1843 et devint rapidement l'une des plus importantes lignes ferroviaires internationales d'Europe occidentale. Herbesthal a ainsi acquis la réputation de première gare ferroviaire internationale frontalière d'Europe ; en réalité ce titre échoit aux gares de Quiévrain, Blanc-Misseron et Mouscron inaugurées en 1842 à la frontière franco-belge, respectivement sur les lignes de Bruxelles (Midi) à Valenciennes et de Gand à Lille.
Le plan cadastral de 1874 montre un bâtiment de gare encore modeste implanté de l'autre côté des voies et bordé par un hangar aux colis.
Les termes de la convention entre les deux organismes prévoient que la gare d'Herbesthal soit administrée conjointement tout comme la section comprise entre la gare de Verviers et la gare allemande de Ronheide au sommet du plan incliné du même nom (de) lequel recourait alors à la traction par câble des trains. Les Chemins de fer rhénans fournissaient les voitures, les wagons et les équipages tandis que les Chemins de fer de l’État belge mettaient à disposition les locomotives. Avec l'abandon en 1854 de la traction par câble et machine fixe, des locomotives prussiennes acheminent désormais chaque train sans discontinuité d'Aix jusqu'à la frontière où des locomotives belges prenaient le relai. À cette époque, la gare d'Herbesthal dut être agrandie pour permettre la manœuvre des locomotives dont les mouvements étaient devenus plus fréquents.

### Expansion

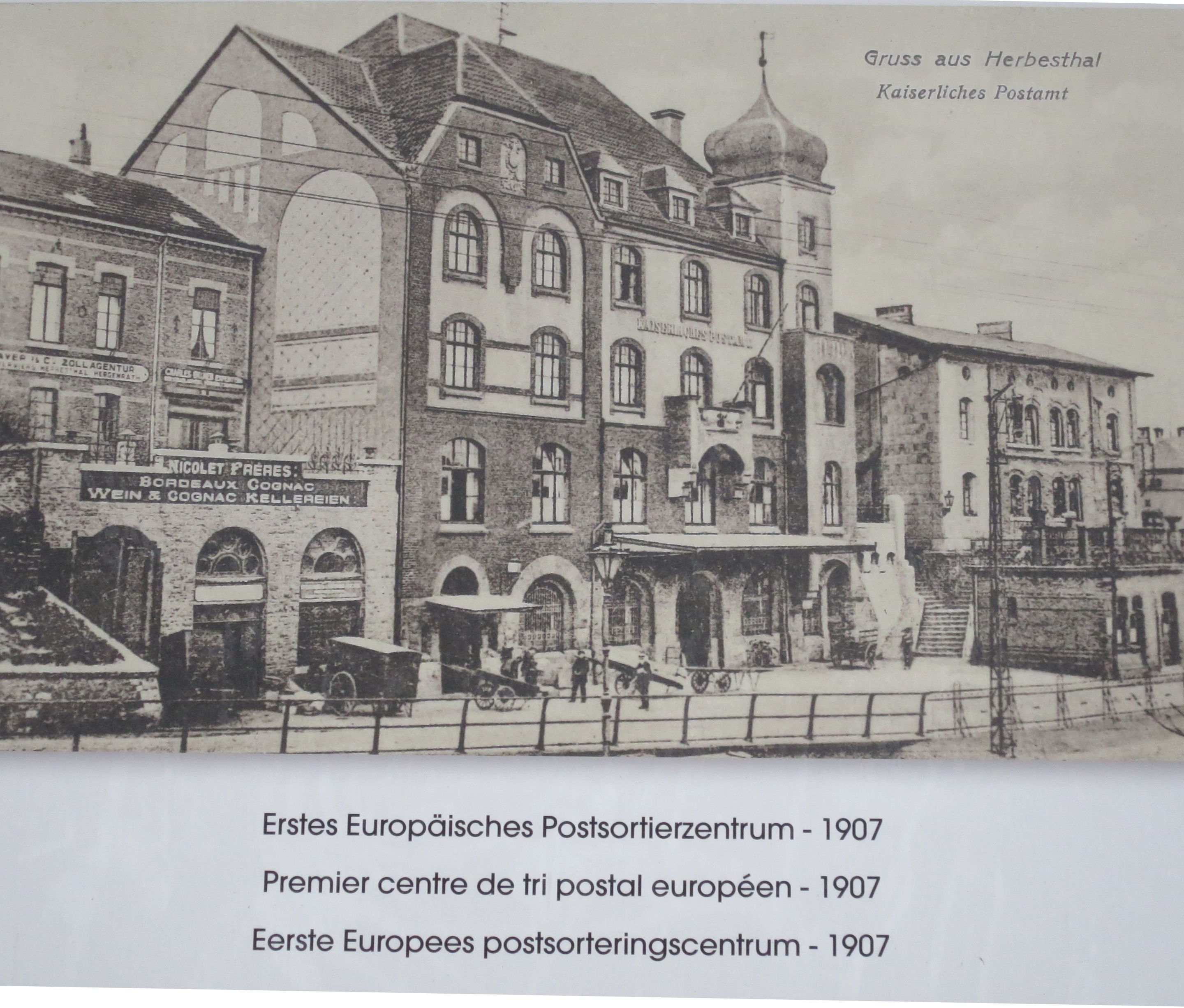
Le bâtiment des postes, construction de 1907.

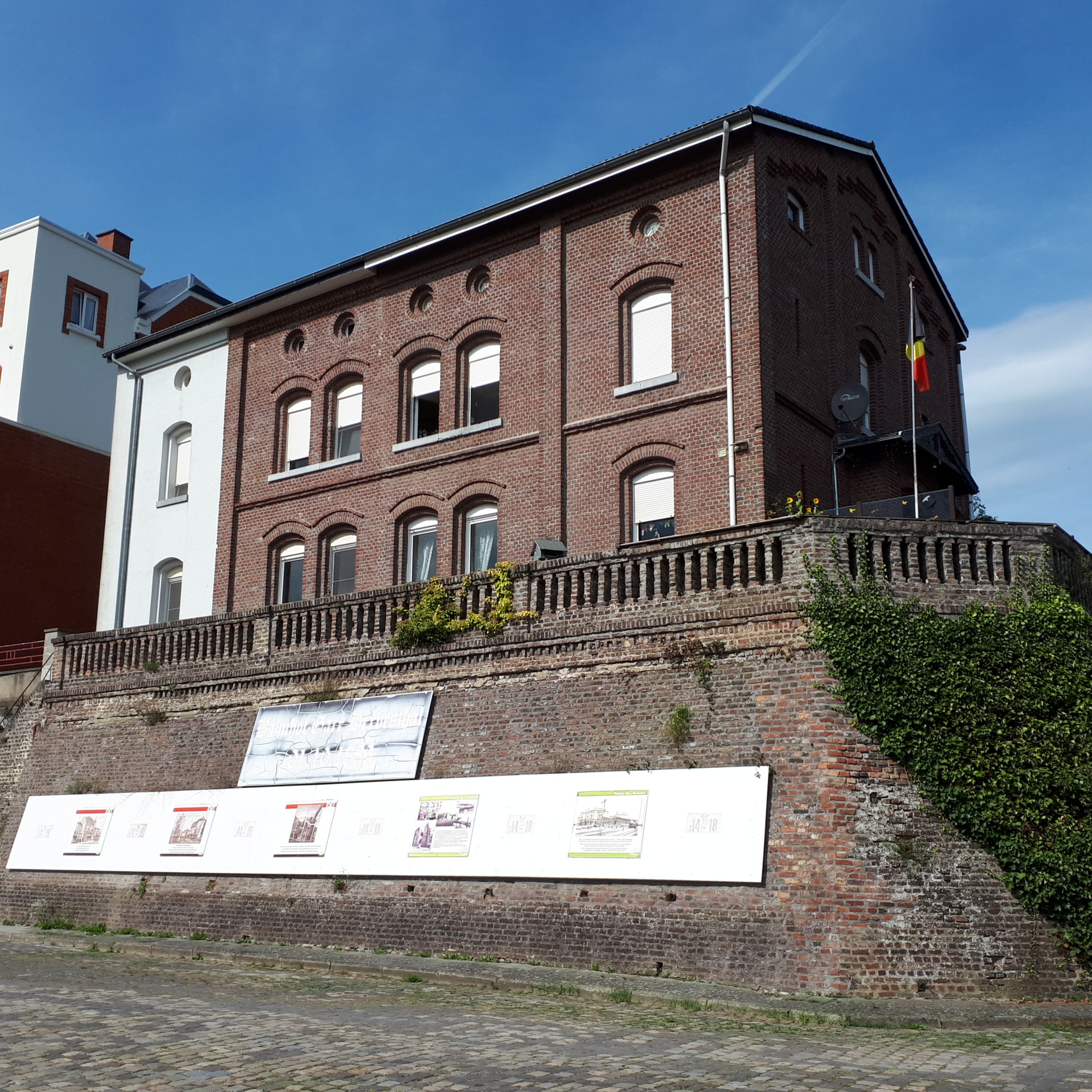
Ce bâtiment qui jouxtait celui des voyageurs serait le premier bureau de poste ou un bâtiment lié aux douanes.

Vingt ans après l'inauguration de la gare d'Herbesthal, la ligne secondaire promise vers Eupen fut ouverte, le 1er mars 1864 par les Chemins de fer rhénans. La gare d'Herbesthal fut agrandie en conséquence. Le premier dépôt de locomotive date probablement de cette période.
À la même époque, la gare de Welkenraedt fut construite du côté belge de la frontière à moins de 200 m de la gare d'Herbesthal, tout d'abord sous la forme d'installations pour les douanes puis de voies de garage et, autour de 1870, d'une gare pour les voyageurs qui sera dotée de son propre dépôt de locomotives durant la décennie suivante ; c'est à Welkenraedt qu'aboutit la ligne vers Plombières (future ligne 39). La précieuse production de métaux non-ferreux des mines de Plombières est expédiée vers la Belgique par cette ligne tandis qu'une nouvelle ligne vers Aix-la-Chapelle aboutit à Plombières à partir de 1872. Le relai des locomotives, l'accueil des voyageurs des trains internationaux et l'administration douanière/frontière ont continué à se concentrer sur Herbesthal, laquelle est la seule à disposer d'un vaste bâtiment de gare, mais la ligne via Plombières dont la montée à la sortie d'Aix-la-Chapelle était moins âpre commença a constituer une alternative.
Entre-temps, un bureau de poste avait été construit à la gare d'Herbesthal sur instruction du bureau de poste régional d'Aix-la-Chapelle ; jusqu'en, 1855 il se situait à Henri-Chapelle loin du nouveau chemin de fer international. Desservi par les trains, il devient vite l'un des centres postaux les plus fréquentés d'Europe. En 1890, les installations postales furent transférées dans un nouveau bâtiment construit à cet effet à côté de la gare. Un vaste bâtiment de style néo-renaissance est construit en 1907 pour les postes.

### Nationalisation et agrandissements

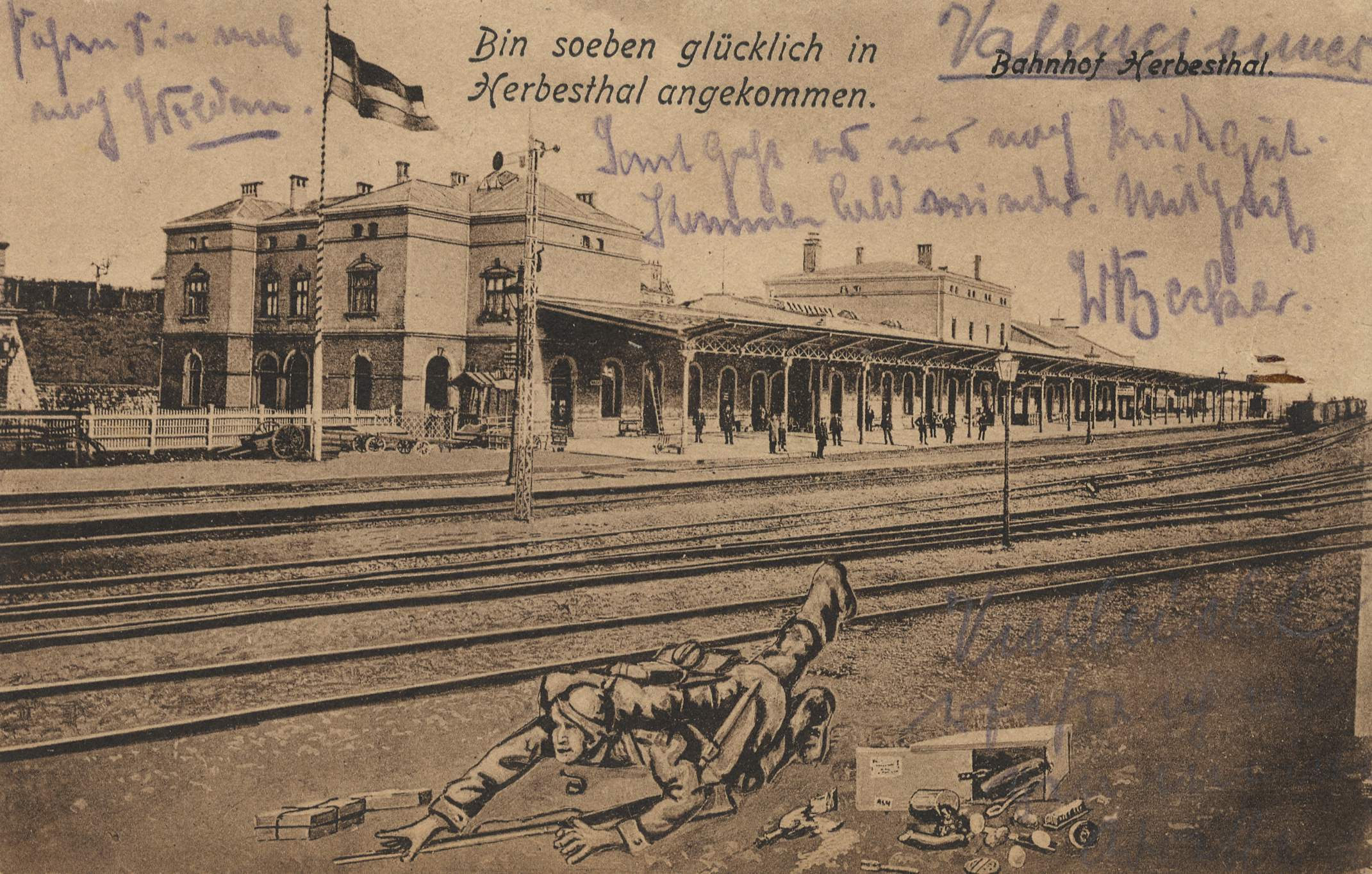
Carte postale de 1918 montrant la gare des voyageurs.

En Belgique, les compagnies privées prolifèrent mais les lignes principales construites avant 1843 restent entre les mains de l’État belge tandis que le la concession ferroviaire de Remy Paquot directeur de la mine de Plombières, fait appel aux trains et aux agents de l’État.
En Prusse, malgré l'opposition farouche du président de la compagnie des Chemins de fer rhénans, Gustav von Mevissen, la compagnie est nationalisée en 1880. Les actifs de l'entreprise, y compris la gare d'Herbesthal, ont été repris par les Chemins de fer d'État de la Prusse (Königlich Preußische Staatseisenbahnen) et intégrés à leur Direction de « Cöln » (Opérations de la rive gauche du Rhin) (Königliche Eisenbahndirection zu Cöln (linksrheinische) ou KED) dont le siège administratif est Cologne.
Cette organisation a procédé à une rénovation complète de la gare, décrétée en 1886, les installations construites au cours des décennies précédentes n’étant plus en mesure de répondre aux besoins croissants. La gare des marchandises a été agrandie, le dépôt de locomotives reçoit deux aires de parcages supplémentaires rayonnant autour d'une nouvelle plaque tournante. Deux ans plus tôt, la ligne secondaire vers Eupen avait été prolongée jusqu'à Raeren où elle rejoignait désormais la nouvelle ligne Vennbahn alors en cours de construction pour desservir Saint-Vith et aboutir au Luxembourg avec des embranchements vers Malmedy et Gerolstein.
Un nouveau bâtiment des voyageurs, davantage en phase avec le trafic considérable et le prestige qui en découle, est inauguré le 1er octobre 1889. Long de 120 m avec un couloir reliant, côté place de la gare, la salle des pas perdus aux deux vastes salles d'attente (celle de 3e classe et celle dévolue aux voyageurs de 1re et 2e classe), au buffet et aux locaux des bagages et de la douane, il va de pair avec de nouvelles installations pour la police, les douanes et les agents des frontières. Il y avait également une « salle d'attente princière » ou « chambre des princes », reflétant l'importance des voyages ferroviaires internationaux en général, et de la gare frontière plus particulièrement, y compris pour les monarques et leur entourage. En 1845, la Reine Victoria d'Angleterre entreprit son premier voyage en train via la gare frontière d'Herbesthal, accompagnée de son époux. Treize ans plus tard, au début de 1858, Victoria du Royaume-Uni, fille aînée de la Reine, passa par Herbesthal avec après son mariage avec le prince Frédéric en route vers l'Allemagne où trente ans plus tard ils deviendraient brièvement impératrice et empereur. Les bonnes relations entre les familles royales britannique et allemande (ainsi que d'autres monarques) ont apporté nombre d'hôtes de marque qui transitèrent par le salon royal de la nouvelle gare au cours des dernières années du XIXe siècle.
À partir du milieu des années 1890, des trains de luxe directs furent introduits, parmi lesquels l'Ostende-Vienne Express (de) et le Nord Express s'arrêtaient pour le dédouanement à Herbesthal. Les trains ordinaires de passagers en provenance de Belgique, de Rhénanie et du nord de la France connurent également une croissance importante. De plus, la gare bénéficiait de l'augmentation du volume du trafic de marchandises, même si certains trains vers l'ouest contournaient désormais Herbesthal pour ne pas gravir la rampe de Ronheide.
La ville d'Eupen sera reliée en 1910 à celle d'Aix-la-Chapelle par un tramway et ce réseau de 181 km inclura une ligne aboutissant à Herbesthal à proximité de la gare. Repris par la SNCV après 1920, cette ligne reprise sous l'indice 577 fermera le 13 avril 1953.

### Conséquences de la Première Guerre mondiale
Le 2 août 1914, la guerre débute sur le front occidental fut lancée avec l'invasion allemande du Luxembourg, mais ce n'est que le 4 août que l'Allemagne déclare la guerre à la Belgique. Dans l'Edinburgh Evening News, une lectrice peut encore relater sa traversée sans problème de la frontière à Herbesthal en quittant l'Allemagne aux premières heures du matin du 2 août 1914. Le déclenchement de la guerre met fin au transport commercial de passagers. La gare frontalière et l'exploitation au-delà en Belgique occupée passe sous le contrôle des chemins de fer militaires allemands. Herbesthal avec ses vastes installations devient un lieu stratégique pour le transit et le ravitaillement des armées du front occidental. Dans le même temps, des milliers de soldats blessés, bloqués sur le chemin du retour du front, reçoivent des soins médicaux en gare. En outre, plus de 70 000 travailleurs forcés belges ont fait, contre leur gré, le trajet vers l’Allemagne via Herbesthal.
La congestion des grandes gares en dépit d'agrandissements, les difficultés opérationnelles du chemin de fer vers Liège et au-delà ainsi que l'existence de la ligne internationale d'Aix à Plombières via le tunnel transfrontalier de Botzelaer (de) convainquent les autorités allemandes de réaliser un nouveau chemin de fer direct vers Tongres selon un projet élaboré avant-guerre par la Belgique dans le but de désengorger la ligne 37, alors que la ligne 38 se montrait inapte à supporter un trafic intensif.
Parcourable de bout en bout en 1917, la ligne 24 (telle que reprise par la classification belge) évitait Herbesthal et Liège. Une vaste gare des marchandises fut construite sur cette ligne à Montzen, ce qui amenuisera l'importance de la gare d'Herbesthal pour les trains militaires puis, en temps de paix, pour ceux de marchandises. Vers la fin de la guerre, la gare d'Herbesthal tomba aux mains de pillards revenant du front.
Les clauses du traité de Versailles résultant de l'novembre 1918 stipulent que les cantons d'Eupen et Malmedy soient rattachés à la Belgique, de même que l'enclave adjacente de Moresnet qui jouissait d'un statut politique ambigu depuis 1816. Le chemin de fer de la Vennbahn est également attribué à la Belgique en modifiant la frontière. Les changements de frontières deviennent effectifs en janvier 1920, reportant la frontière au-delà de la gare de Hergenrath près du portail sud du Buschtunnel. Herbesthal étant désormais en Belgique, les Allemands planifieront une nouvelle gare à la sortie d'Hergenrath, entre le tunnel et la bifurcation de la nouvelle ligne 24A. Une rectification de la frontière fut réalisée dans ce but mais aucune infrastructure ne sera jamais construite.
Par conséquent, jusqu'en 1940, Herbesthal opérera toujours comme une gare frontalière à la différence que désormais les douaniers et les agents des passeports travaillaient tous du côté belge de la frontière pour le gouvernement belge. Le bureau de poste a également été repris par l'administration postale belge en 1920. Dans les années 1920, jusqu'à 1 000 sacs postaux étaient traités ici chaque jour, et ce n'est qu'après la généralisation des wagons postaux "ambulants" à bord desquels le tri du courrier était réalisé en marche que les activités de ce bureau viendront à décroître.
Immédiatement après la Première guerre, il y avait relativement peu de trains omnibus transportant des passagers au-delà d'Herbesthal vers l'Allemagne en desservant les gares d'Astenet et de Hergenrath. Cependant, le trafic de passagers s'est lentement rétabli au cours des années 1920. L'Ostende-Vienne Express (de) et le Nord Express ont été repris leur parcours, rejoints en 1929 par un troisième service express de luxe, l'Ostende-Cologne Pullman Express (de), dont les trains en direction de l'est empruntent a ligne passant par Herbesthal. Au cours des années 1920, Herbesthal perdit progressivement l'une de ses fonctions importantes d'avant-guerre, le relai entre les locomotives belges et allemandes ne s'effectuant plus systématiquement à la frontière mais à Aix-la-Chapelle. Le dépôt de locomotives restera néanmoins un haut lieu d'activité d'autant que celui de Welkenraedt, faisant doublon, avait été fermé tandis que la majorité du traitement et du déchargement des marchandises s'opérait à Herbesthal.

### Deuxième guerre mondiale

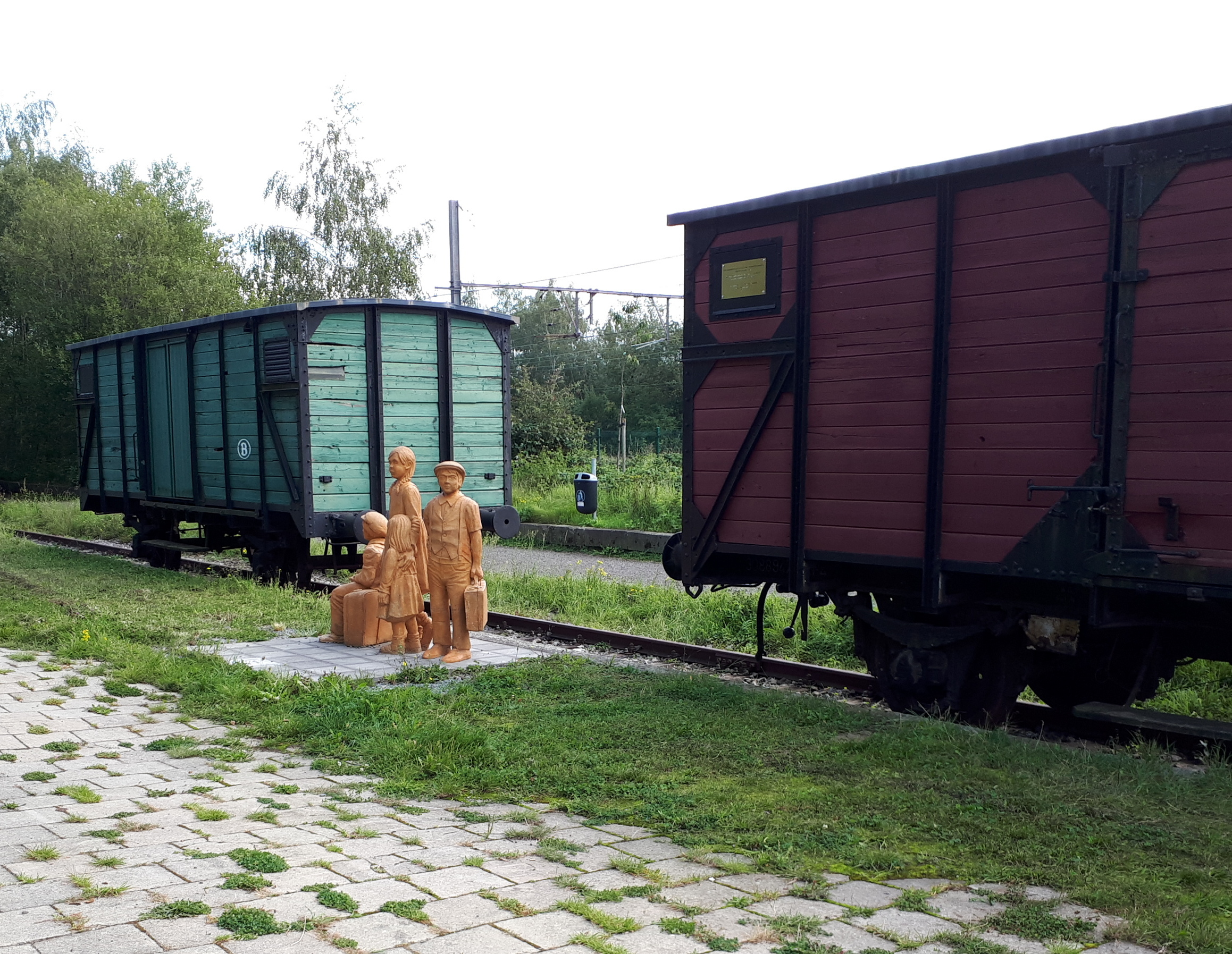
Monument et wagons commémorant les enfants juifs passés par Herbesthal en 1939 sur le chemin de l'exil.

Des juifs fuyant l'Allemagne dont de nombreux enfants non-accompagnés arrivent par train à Herbesthal avant le début de la guerre fuyant l'Allemagne et l'Autriche à bord des trains de passagers ordinaires et même à bord d'un train entier en janvier 1939. D'abord refoulés à l'origine, la Belgique décide finalement d'accueillir 750 enfants tandis que près de 10 000 sont passés par la Belgique pour rejoindre l'Angleterre, beaucoup d'entre-eux cheminant via la gare d'Herbesthal.
La Belgique fut à nouveau envahie par les troupes allemandes en mai 1940. Bien que les développements dans le transport motorisé au cours des deux décennies précédentes réduisaient la dépendance de l'état-major par rapport réseau ferroviaire, Herbesthal joue à nouveau un rôle important pour les Allemands mais n'est plus une gare frontalière. Durant les 52 mois d'occupation allemande, la frontière s'étendait au-delà des cantons rédimés et la gare de Dolhain-Vicinal matérialisait le changement de juridiction et de sens de circulation.
Le dynamitage du viaduc Hammerbrücke en 1940, son bombardement par l'aviation alliée puis une nouvelle destruction à l'explosif par les Allemands en 1944 auront pour conséquence des périodes où le trafic était reporté sur d'autres axes ou perturbé.

#### Renouveau d'après-guerre
Après 1945 les frontières sont rétablies telles qu'elles apparaissaient en 1920. C'est à nouveau la SNCB qui utilise Herbesthal comme gare frontière. Contrairement à la situation d'avant la guerre, il n'y avait plus de trains locaux en direction d'Aix-la-Chapelle. Le changement de locomotives entre les locomotives belges et allemandes a lieu à Hebesthal. Ce n'est qu'en 1947 que, pour un petit nombre de trains seulement, les locomotives belges poursuivent jusqu'à Aix. Herbesthal conserva son importance en tant que dépôt et principal relai de locomotives pendant les années 1950.
Avant la guerre, les locomotives affectées Herbesthal étaient celles utilisées pour les trains locaux de voyageurs et de marchandises, mais le contexte du rationnement encore présent à la fin des années 1940 puis, dans les années 1950, la montée du transport routier entrainent la diminution du nombre des locomotives et des cheminots. Herbesthal est alors le dépôt d'attache des locomotives à vapeur à grande vitesse Type 1 de disposition Pacific lesquelles sont l'apanage des prestigieux trains de luxe internationaux, et durant les années 1950 la plus puissante locomotive à vapeur à grande vitesse utilisée en Belgique. Un contingent de locomotives type 29 se charge des trains à arrêts fréquents et de quelques trains de marchandises ; la majorité de ceux-ci étant confiés à des locomotives du type 81. Herbesthal était redevenu l'une des stations frontalières les plus importantes d'Europe occidentale desservie par le Nord Express et le Tauern-Express (de) ; les Trans Europ Express (TEE) créés en 1957 sont assurés en autorail mais le relai du personnel de bord s'effectue toujours à Herbesthal. Ce nouvel âge d'or ne devait cependant pas durer.

#### Électrification
Vers la fin des années 1950, les chemins de fer d'Allemagne de l'Ouest (DB) et les chemins de fer belges (SNCB) ont poursuivi l'électrification de leur réseau déjà amorcée avant 1940. La Belgique avait porté son choix sur le courant continu (3000 V) alors que les Allemands avaient opté pour le 15 000 V alternatif. À ce moment, les points de rencontre entre différents systèmes d'électrification sont peu nombreux et l'encombrement des équipements embarqués font que les locomotives multitension en sont encore à leurs balbutiements. Afin de gagner du temps sur le parcours, la Belgique et l'Allemagne conviennent que la ligne venant de Liège sera électrifiée selon le système belge jusqu'à Aix-la-Chapelle où des voies à quai seraient commutables ; un choix se justifiant aussi par le fait que nombre de trains internationaux y effectuaient aussi un arrêt prolongé pour ajouter ou dételer des voitures à destination d'autres villes.
Ce changement de paradigme réduit fortement l'utilité des gares de Herbesthal et Welkenraedt lesquelles dépendent désormais du trafic des voyageurs et, pour la première, du contrôle aux frontières.
Les travaux d'électrification des lignes principales ont commencé en 1961 ; conséquence de ces travaux, une partie des trains internationaux à destination de Bruxelles et d'Ostende ont temporairement transité par la ligne de Montzen, au nord, évitant ainsi complètement Herbesthal ; les locomotives diesel des type 204 et 205 assuraient la traction des trains grandes lignes tandis que les rares trains du service intérieur arpentant la ligne 37 durant les travaux faisaient appel aux type 29 d'Herbesthal. Le service voyageurs le long de la ligne secondaire vers l'est, via Eupen jusqu'à Raeren en Allemagne, avait déjà été suspendu le 28 mars 1959, de sorte qu'en 1961, Herbesthal avait perdu sa fonction de gare d'échange.

#### Fermeture
L'électrification de la ligne est complétée avec le premier parcours officiel de la traction électrique le 17 mai 1966. En complément du matériel ordinaire de la SNCB, la ligne sera parcourue par les nouvelles locomotives du type 160 (série 16) pouvant poursuivre leur parcours en territoire allemand jusque Cologne.
Ayant décidé de fusionner les deux gares des voyageurs puis de reporter à Welkenraedt la montée des douaniers dans les trains, la SNCB a fermé la gare d'Herbesthal le 7 août 1965. Le dépôt des locomotives, ayant perdu sa raison d'être, est également supprimé. Quelques voies de garage qui constituaient la partie ouest du dépôt d'Herbesthal furent rattachées à la gare adjacente de Welkenraedt.
Le vaste entrepôt des colis (faisceau Tivoli) maintint ses activités mais dut subir l'inexorable recul de ce type de service.